# Полунин, Юрий Иосифович
Ю́рий Ио́сифович Полу́нин (1913—1982) — советский пианист, педагог и композитор. Заслуженный работник культуры РСФСР (1971).
На протяжении многих лет преподавал в детской музыкальной школе им. А. Н. Скрябина № 23 г. Москвы; среди его учеников, в частности, Екатерина Державина.
Известен, прежде всего, как автор ряда фортепианных сочинений педагогического репертуара, неоднократно издававшихся в СССР в составе различных сборников; посмертно был издан сборник пьес Полунина для фортепиано соло «Детский альбом» (М.: Советский композитор, 1986). Особой популярностью пользуется до сих пор Концертино ля минор для фортепиано с оркестром, изучаемое обыкновенно в 6-8 классах детской музыкальной школы; существует также переложение А. Зубарева для баяна с оркестром.